# Grand Prix d'été de saut à ski 1995
L'édition 1995 du Grand Prix d'été de saut à ski se déroule du 19 août à Kuopio en Finlande au 3 septembre 1995 à Stams en Autriche.

## Classement général
| Place | Nom                | Pays               | Points |
| ----- | ------------------ | ------------------ | ------ |
| 1     | Andreas Goldberger | Autriche           | 1007   |
| 2     | Kazuyoshi Funaki   | Japon              | 956    |
| 3     | Ari-Pekka Nikkola  | Finlande           | 935    |
| 3     | Mika Laitinen      | Finlande           | 913    |
| 5     | Janne Ahonen       | Finlande           | 888    |
| 6     | Zbynek Krompolc    | République tchèque | 871    |
| 7     | Nicolas Jean-Prost | France             | 869    |
| 8     | Rico Meinel        | Allemagne          | 859    |
| 9     | Karl-Heinz Dorner  | Autriche           | 833    |
| 10    | Hansjörg Jäkle     | Allemagne          | 831    |

## Résultats
| Date             | Lieu         | Vainqueur          | Deuxième           | Troisième        |
| 19 août 1995     | Kuopio       | Kazuyoshi Funaki   | Andreas Goldberger | Bruno Reuteler   |
| 20 août 1995     | Trondheim    | Zbyněk Krompolc    | Andreas Goldberger | Rico Meinel      |
| 27 août 1995     | Hinterzarten | Andreas Goldberger | Jaroslav Sakala    | Hiroya Saito     |
| 3 septembre 1995 | Stams        | Karl-Heinz Dorner  | Hiroya Saito       | Kazuyoshi Funaki |